# WXIII: Patlabor la película 3
WXIII: Patlabor la película 3 (Japonés: WXIII 機動警察パトレイバ;  Hepburn: Weisuteddo Sātīn Kidō Keisatsu Patoreibā?), es una película animada de 2002 dirigida por Fumihiko Takayama, basado en el manga del grupo Headgear. Esta cinta fue producida por Madhouse, Bandai Visual y Tohokushinsha Film.

## Argumento
Tres años después de los trágicos acontecimientos relacionados con el Proyecto Babilonia; un avión militar destruye el puente de  Yokohama en la Bahía de Tokio. Este incidente es el desencadenante de un plan para atacar objetivos estratégicos de la ciudad, criminalizar a las Fuerzas de Autodefensa de Japón y hacer cundir el pánico en todo el país. Ante la declaración de la Ley marcial en un intento del ejército por controlar la situación y la amenaza de intervención por parte de Estados Unidos, los únicos que pueden desarticular la amenaza terrorista y salvar al país del borde del abismo son los miembros de la Sección 2 de Vehículos Especiales y su fuerza de robots gigantes Ingram.

## Reparto
- Shinichiro Hata: Detective de la Policía Metropolitana de Tokio.
- Takeshi Kusumi: Detective de la Policía Metropolitana de Tokio.
- Noa Izumi: integrante de la Segunda Unidad de Vehículos Especiales y piloto de la Unidad Ingram 1.
- Asuma Shinohara: integrante de la Segunda Unidad de Vehículos Especiales, su trabajo consiste en dar instrucciones y apoyo al Ingram de Noa.
- Isao Ota: integrante de la Segunda Unidad de Vehículos Especiales y piloto de la Unidad Ingram 2. Temerario y violento, siempre hace uso de la fuerza para resolver una situación.
- Mikiyasu Shinshi: integrante de la Segunda Unidad de Vehículos Especiales, su trabajo consiste en dar instrucciones y apoyo al Ingram de Ota.
- Seitaro Sakaki: jefe de mecánicos de la División de Vehículos Especiales.
- Shigeo Shiba: mecánico de la División de Vehículos Especiales.
- Hiromi Yamazaki: integrante de la Segunda Unidad de Vehículos Especiales, su trabajo consiste en conducir el camión que transporta la Unidad Ingram 1. También se encarga del invernadero y el gallinero.
- Detective Matsui:  detective de la policía metropolitana de Tokio y gran amigo del Capitán Goto, al que ayuda a dar con los responsables del ataque terrorista perpetrado en la bahía de Tokio.
- Jitsuyama:
- Fukushima:
- Kaihou:
- Occhan:
- Kataoka:

## Doblaje
El doblaje de esta cinta para Latinoamérica fue realizado por Intertrack y distribuida por Xystus con la participación de Francisco Reséndez Novoa en la dirección de doblaje.
| Personaje        | Actor               | Actor           | Actor            | Actor                 | Actor |
| Personaje        | Seiyū               | Doblaje inglés  | Doblaje español  | Doblaje español       |       |
| ---------------- | ------------------- | --------------- | ---------------- | --------------------- | ----- |
| Shinichiro Hata  | Hiroaki Hirata      | David Lelyveld  |                  | Albert Trifol Segarra |       |
| Takeshi Kusumi   | Katsuhiko Watabiki  | Alfred Thor     |                  | Alberto Trifol        |       |
| Noa Izumi        | Miina Tominaga      | Michelle Ruff   | Mónica Manjarrez | Núria Trifol          |       |
| Shinobu Nagumo   | Yoshiko Sakakibara  | Karen Thompson  |                  |                       |       |
| Kanuka Clancy    | Yō Inoue            | Lisa Enochs     | Tamara Guzmán    | Ana Romano            |       |
| Isao Ohta        | Michihiro Ikemizu   | Sam Riegel      | Marcos Patiño    | César Martínez        |       |
| Mikiyasu Shinshi | Issei Futamata      | Joe Ochman      | Enrique Mederos  |                       |       |
| Hiromi Yamazaki  | Daisuke Gōri        | Jason C. Miller | Héctor Moreno    |                       |       |
| Shigeo Shiba     | Shigeru Chiba       | Peter Doyle     | Ernesto Lezama   | Ángel de Gracia       |       |
| Seitaro Sakaki   | Osamu Saka          | Jamieson Price  | Armando Réndiz   | Juan Comellas         |       |
| Jitsuyama        | Mahito Tsujimura    | Milton Lawrence |                  |                       |       |
| Matsui           | Tomomichi Nishimura | Mac McDougall   |                  |                       |       |
| Kaihou           | Toshihiko Kojima    | Paul St. Peter  |                  |                       |       |
| Fukushima        | Shinji Ogawa        | Bob Papenbrook  |                  |                       |       |
| Kataoka          | Kōji Tsujitani      | Liam O'Brien    |                  |                       |       |

## Distribución
La película fue distribuida en Japón en formato VHS y Betamax el 16 de diciembre de 1989 y sus cajas eran reversibles con ilustraciones alternativas. Salió luego en formato Laserdisc el 25 de enero de 1990; este incluía un extra titulado "Visual File" y un folleto de veinticuatro páginas titulado "Meet the Movie". El primer lanzamiento en DVD utilizó el mismo maestro que la versión Laserdisc y contaba con audio estéreo en japonés. El siguiente lanzamiento tenía remasterización letterbox no anafórmica. El tercer lanzamiento, utilizaba los últimos discos de Región 1 usados por Bandai Visual, presentaba vídeo de formato anamórfico remasterizado y audio 5.1.
El DVD de la película fue lanzado en al mercado norteamericano en el 2000 por Manga Entertainment; este producto era una transferencia directa del VHS con el doblaje original.
La película fue distribuida en España por Manga Films en formato VHS. Posteriormente fue lanzada en DVD y Blu-ray por Selecta Visión, conservando el doblaje anterior. El 7 de enero de 2016 conmemorando el vigésimo quinto (25°) aniversario de la cinta, salió al mercado la Edición Coleccionistas; que incluye DVD y Blu-ray más un libro de 24 páginas. Esta edición presenta imagen a 1080p HD con relación de aspecto de 16:9 y audio en DTS HD 5.1 en español y japonés. El 25 de abril de 2018 se publicó Patlabor: La Trilogía, un paquete en Edición Coleccionistas que incluye las cintas Patlabor 2: la película y WXIII: Patlabor la película 3 más un libro de 112 páginas y otros extras. Esta edición en Blu-ray presenta imagen a 1080p HD con relación de aspecto de 16:9 y audio en DTS HD 2.0 en español y japonés.